# Nikolái Yeguipko
Nikolái Pavlovich Yeguipko (en ruso: Николай Павлович Египко; en ucraniano: Микола Павлович Єгипко; Mikolaiv, 9 de noviembre de 1903-Leningrado, 6 de julio de 1985) fue oficial soviético ucraniano de la Armada Soviética y Héroe de la Unión Soviética que participó en la guerra civil rusa, la guerra civil española y la Segunda Guerra Mundial, alcanzando el rango de vicealmirante.
Nacido en el seno de una familia de trabajadores de astilleros, Yeguipko y varios de sus hermanos se alistaron para luchar por los soviéticos en la guerra civil rusa. Inicialmente sirvió como telefonista de campaña, aunque resultó herido, fue capturado dos veces por las fuerzas blancas y escapó dos veces. Pasó el resto de la guerra trabajando con el Komsomol en Nikolaev, aunque no se le permitió unirse a sus filas tras circular un informe de que se lavaba con jabón "perfumado". Tras la victoria soviética en la guerra civil, Yeguipko fue desmovilizado y regresó al trabajo en astilleros. Se alistó nuevamente en las fuerzas armadas en 1925, sirviendo en buques de la Flota del Mar Negro y luego en submarinos de las Flotas del Báltico y del Pacífico. En 1936, comandó el submarino S-117 en un viaje de resistencia sin precedentes, por el cual él y toda su tripulación recibieron honores. Posteriormente, viajó a España para apoyar al Ejército Popular Republicano en la guerra civil española. Durante su estancia allí, comandó dos submarinos y, aunque la República no ganó la guerra, él fue recompensado por su servicio con el título de Héroe de la Unión Soviética.
Yeguipko comandó brigadas de submarinos tras su regreso a la Unión Soviética, incluyendo la guerra soviético-finlandesa, y tras la invasión alemana de la Unión Soviética en junio de 1941, participó en la evacuación soviética de Tallin en agosto de 1941. Durante este tiempo, su submarino, el S-5, fue hundido por una mina, y Yeguipko tuvo que ser rescatado del agua tras ser arrojado por la borda. Posteriormente, fue agregado naval en el Reino Unido y observador en varios convoyes árticos, incluido el desastroso Convoy PQ 17. Los últimos años de la guerra los pasó en el Estado Mayor de las Fuerzas Armadas, tras lo cual ocupó diversos puestos en la educación naval y la academia, terminando como director de la Escuela Naval Superior de Navegación Submarina. Se jubiló en 1967 y escribió sus memorias antes de fallecer en 1985.

## Primeros años y educación
Yeguipko nació en Nikolaev, gobernación de Jersón, parte del Imperio ruso (actualmente Mikolaiv, Ucrania), el 14 de mayo de 1919. Su padre, Pável Osipovich, era obrero en los astilleros de la ciudad y su madre era Eufrosine Mijáilovna. La familia era numerosa: Nikolái tenía cuatro hermanos y tres hermanas. Por consejo de su padre, tres de sus hermanos se alistaron como voluntarios en el Ejército Rojo en la guerra civil rusa, y su hermano mayor, Aleksandr, se unió a las fuerzas navales rojas. Aunque solo tenía 16 años y no estuvo sujeto al servicio militar obligatorio hasta los 22, Nikolái se alistó como voluntario en mayo de 1919 en la 1.ª batería de la División de Artillería Nikolaev, perteneciente al 14.º Ejército, como telefonista de campaña. Luego sirvió como explorador de caballería y combatió contra las Fuerzas Armadas del Sur de Rusia, lideradas por el general blanco Antón Denikin. Herido en una pierna durante una escaramuza cerca de Varvárovka, Yeguipko fue trasladado al hospital de Odesa. Dos días después de su llegada, las fuerzas blancas desembarcaron tropas y comenzaron a ocupar la ciudad. Ante la posibilidad de ser fusilado por ser voluntario rojo, Yeguipko escapó del hospital y, con un compañero serbio, intentó ponerse a salvo caminando, viajando principalmente de noche. Fueron capturados por los blancos al cuarto día de viaje y los colocaron junto con otros marineros y soldados del Ejército Rojo capturados, siendo llevados a Voznesensk. Yeguipko escapó de nuevo, ocultándose en un campo de maíz antes de dirigirse a su familia en Nikolaev.
En ese momento, la ciudad estaba bajo control blanco. Un médico comprensivo trató la pierna de Yeguipko, tras lo cual se unió al trabajo de los miembros locales del Komsomol, quienes realizaban propaganda secreta con los cosacos del Don. Durante el día, trabajaba en el astillero con su padre. A pesar de trabajar con el Komsomol, no fue aceptado en sus filas, ya que, al discutir su candidatura, se informó que Yegipko se lavaba con jabón "perfumado" y, por lo tanto, no estaba listo para unirse a ellos. Sin embargo, mantuvo una buena relación con ellos, y tras la caída de Mikolaiv ante las fuerzas rojas, se reincorporó a la división de artillería junto a su hermano Andréi. Posteriormente, participaron en la guerra polaco-soviética, participando en la toma de las ciudades de Borshchiv, Ozerzhany y Hálych. Tras el tratado de Riga, que puso fin a la guerra con Polonia, el Ejército Rojo comenzó a desmovilizar a menores de sus filas. Yeguipko fue despedido de su unidad y regresó a Nikolaev, donde reanudó su trabajo en los astilleros.

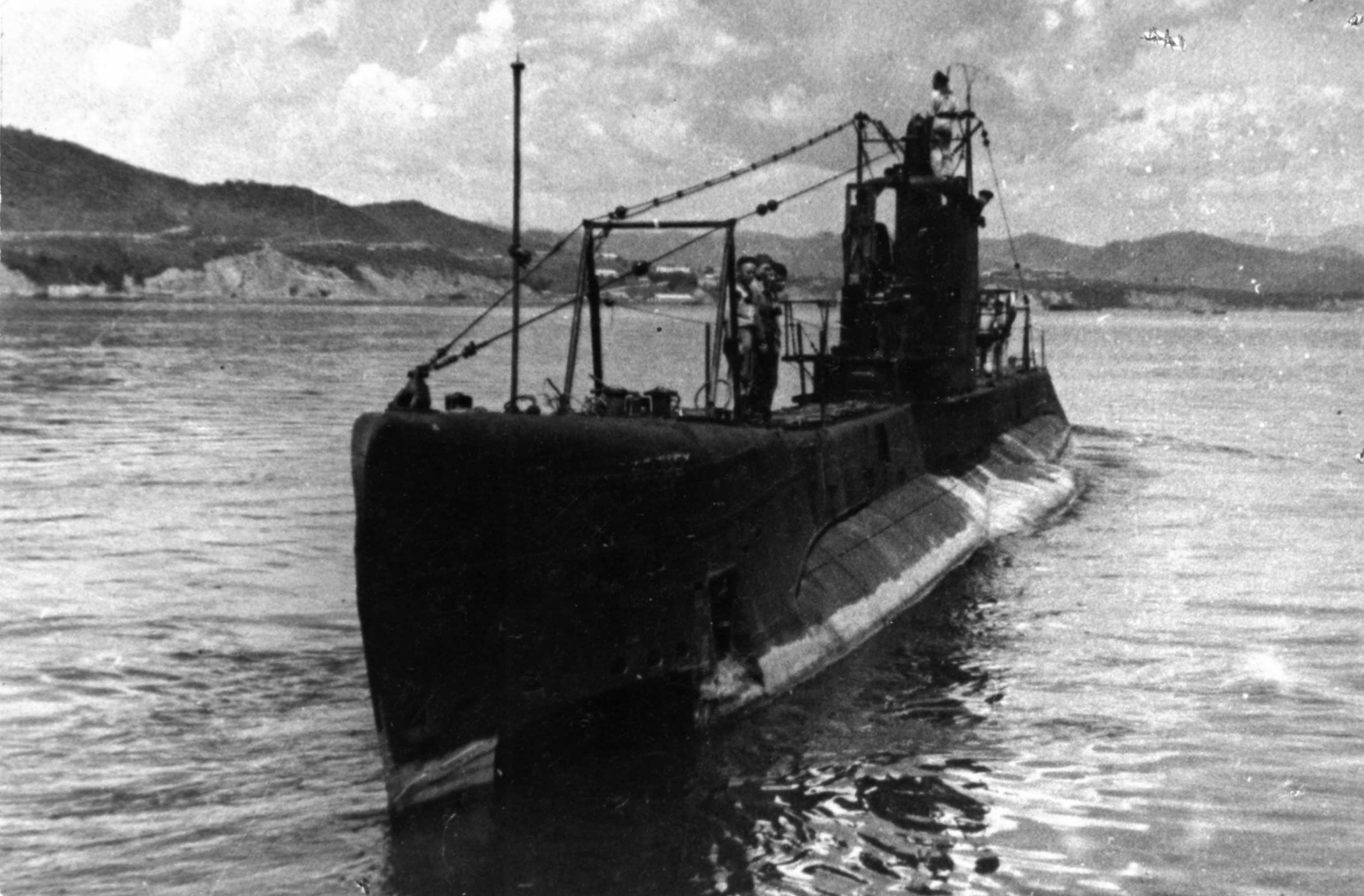
Shch-117

En 1925, Yeguipko se unió a la Armada Soviética, sirviendo inicialmente en la Flota del Mar Negro como ingeniero a bordo del crucero Chervona Ukraina y el destructor Shaumyan. Se graduó en la Escuela Naval Superior M.V. Frunze en 1931 y de febrero a noviembre de ese año sirvió en la Flota del Báltico como oficial de minas a bordo del submarino Krasnoflotets. En 1932 se graduó de las clases del destacamento de instrucción de la flota y desde mayo de ese año sirvió como comandante asistente del L-55. Desde noviembre de 1932 fue comandante asistente del submarino Leshch de clase Shchuka, y desde agosto de 1934 fue comandante del submarino Shch-117. Desde el 11 de enero de 1936 hasta el 20 de febrero, el Shch-117 realizó un crucero independiente, operando con total autonomía durante 40 días para determinar la resistencia del barco y su tripulación. El viaje, que tuvo lugar durante un período de tiempo tormentoso casi continuo, cubrió 4860 km, de los cuales 500 se atravesaron mientras estaban sumergidos. Varias veces la tripulación se vio obligada a improvisar reparaciones; las olas de la tormenta arrancaron el borde de una lámina de acero, que golpeó el casco del submarino, dañando la popa de la superestructura. Los problemas posteriores involucraron el ancla, el mecanismo de dirección y uno de los motores eléctricos. A su regreso a puerto, el Shch-117 había duplicado el récord anterior de resistencia de un submarino ruso. La hazaña fue ampliamente publicitada durante el apogeo de los movimientos estajanovistas, y en abril de 1936 todos los miembros de la tripulación recibieron premios. Yeguipko y el comisario político Serguéi Pastújov recibieron la Orden de la Estrella Roja, mientras que el resto de la tripulación recibió la Orden de la Insignia de Honor. Esta fue la primera vez en la historia de la Unión Soviética y de Rusia que toda la tripulación de un barco recibió premios.

## Guerra civil española

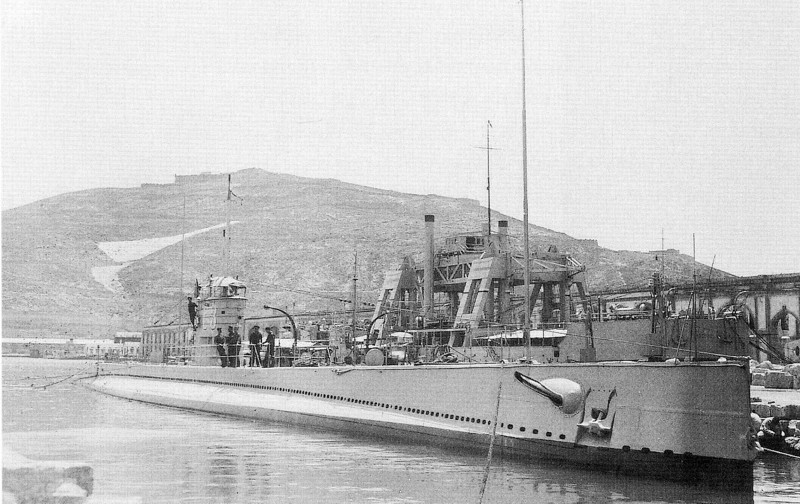
El submarino español C-3, de la misma clase que los mandos de Yeguipko, C-6 y C-2.

Yegipko comenzó a estudiar en la Academia Naval en marzo de 1936, pero la abandonó al año siguiente para participar en la guerra civil española. En mayo de 1937, Yeguipko llegó a España como parte del apoyo soviético al bando republicano. Recibió los apodos de "Matisse" y "Don Severino de Moreno", y se le confió el mando del submarino español C-6, hasta que sufrió daños irreparables en un ataque aéreo nacionalista en octubre de 1937, mientras se encontraba en el puerto de Gijón. La ciudad cayó en manos de los nacionalistas poco después, y Yeguipko y su tripulación la evacuaron en un buque de transporte británico. El barco fue interceptado y capturado en el mar por el crucero nacionalista Almirante Cervera, pero un buque de guerra británico que lo patrullaba intervino y obligó a los nacionalistas a liberar su presa.
Yeguipko tomó entonces el mando del C-2. Mientras el C-2 se encontraba en reparaciones en Saint-Nazaire, recibió la noticia de que los franceses planeaban internarlo a instancias de la facción nacionalista; Yeguipko condujo el buque de regreso a un puerto español y luego transfirió material republicano a Cartagena, burlando con éxito el bloqueo del estrecho de Gibraltar y hundiendo un barco en el camino. Por su "coraje y heroísmo en el cumplimiento de su deber militar e internacional", Yeguipko recibió, por orden del Sóviet Supremo, el título de Héroe de la Unión Soviética el 22 de febrero de 1939.

## Vuelta a la Unión Soviética y Segunda Guerra Mundial

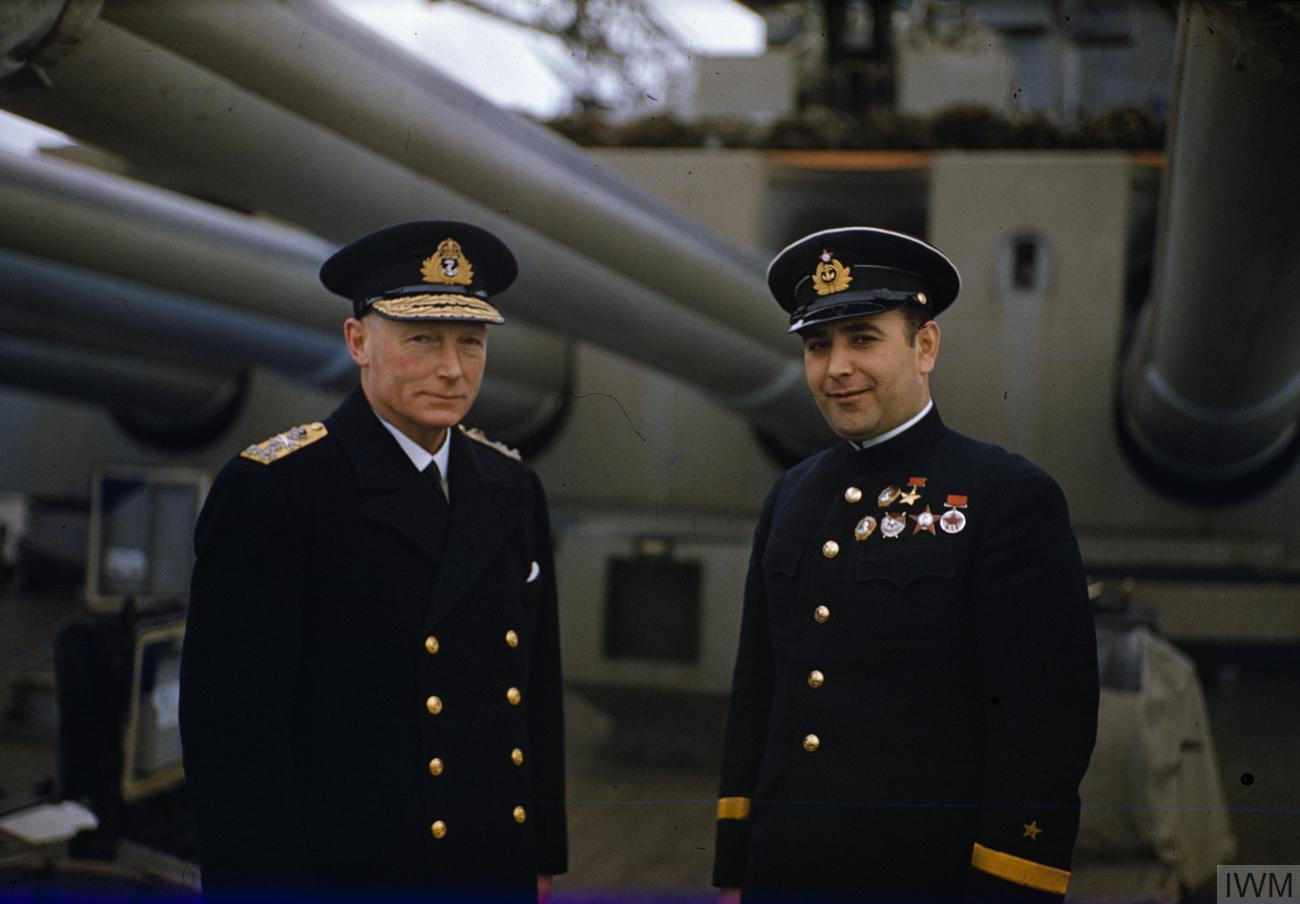
Yeguipko (derecha) con el almirante británico John Tovey en noviembre de 1942, a bordo del HMS King George V

Yeguipko regresó a la Unión Soviética en agosto de 1938, asumiendo el puesto de comandante de la Segunda Brigada de Submarinos de la Flota del Mar Negro. Ocupó este puesto hasta diciembre de 1939, cuando se convirtió en comandante de la brigada de submarinos de la Flota del Báltico. Ocupó este puesto durante la guerra soviético-finlandesa, dejándolo en mayo de 1940 para reanudar sus estudios en la Academia Naval. Se graduó en abril de 1941, siendo ascendido el 26 de abril a capitán de primera clase. Desde ese mes hasta septiembre, fue comandante de la 1.ª Brigada de Submarinos de la Flota del Báltico. Yeguipko participó en operaciones militares tras la invasión alemana de la Unión Soviética en junio de 1941. Durante la evacuación soviética de Tallin en agosto de 1941, su submarino, el S-5, chocó contra una mina, y Yeguipko salió despedido de la torre de mando y cayó al agua, siendo rescatado, gravemente conmocionado, por otro barco. De septiembre a octubre de 1941 estuvo a disposición del Consejo Militar de la Flota del Báltico, antes de su nombramiento como agregado naval en la embajada soviética en el Reino Unido. Como agregado naval, Yegipko actuó a menudo como observador en buques de guerra británicos y navegó a bordo de buques británicos en tareas de convoy en el Ártico.

En esta capacidad, Yeguipko estuvo presente con las escoltas del Convoy PQ 17 a bordo del acorazado HMS Duke of York, buque insignia del almirante John Tovey, a mediados de 1942. El convoy sufrió grandes bajas cuando la falta de comunicación llevó a los comandantes aliados a creer que pesadas unidades navales alemanas se estaban preparando para interceptar el convoy, y los buques de guerra que lo escoltaban fueron redistribuidos. Yegipko registraría en sus memorias: 
La historia de la derrota del convoy PQ-17 me recordó nuestro traslado de barcos de Tallin a Kronstadt. En ambos casos, los principales buques de escolta dejaron barcos lentos y mal armados con carga y pasajeros. La flota inglesa, por temor a los grandes buques de superficie alemanes, en particular el acorazado Tirpitz, y la nuestra, por temor a perder los buques de combate principales de la flota y recibir el castigo correspondiente. Tanto el convoy PQ-17 como la travesía de Tallin siguen siendo puntos negros en la historia de la Gran Guerra Patria."

## Servicio tras la guerra

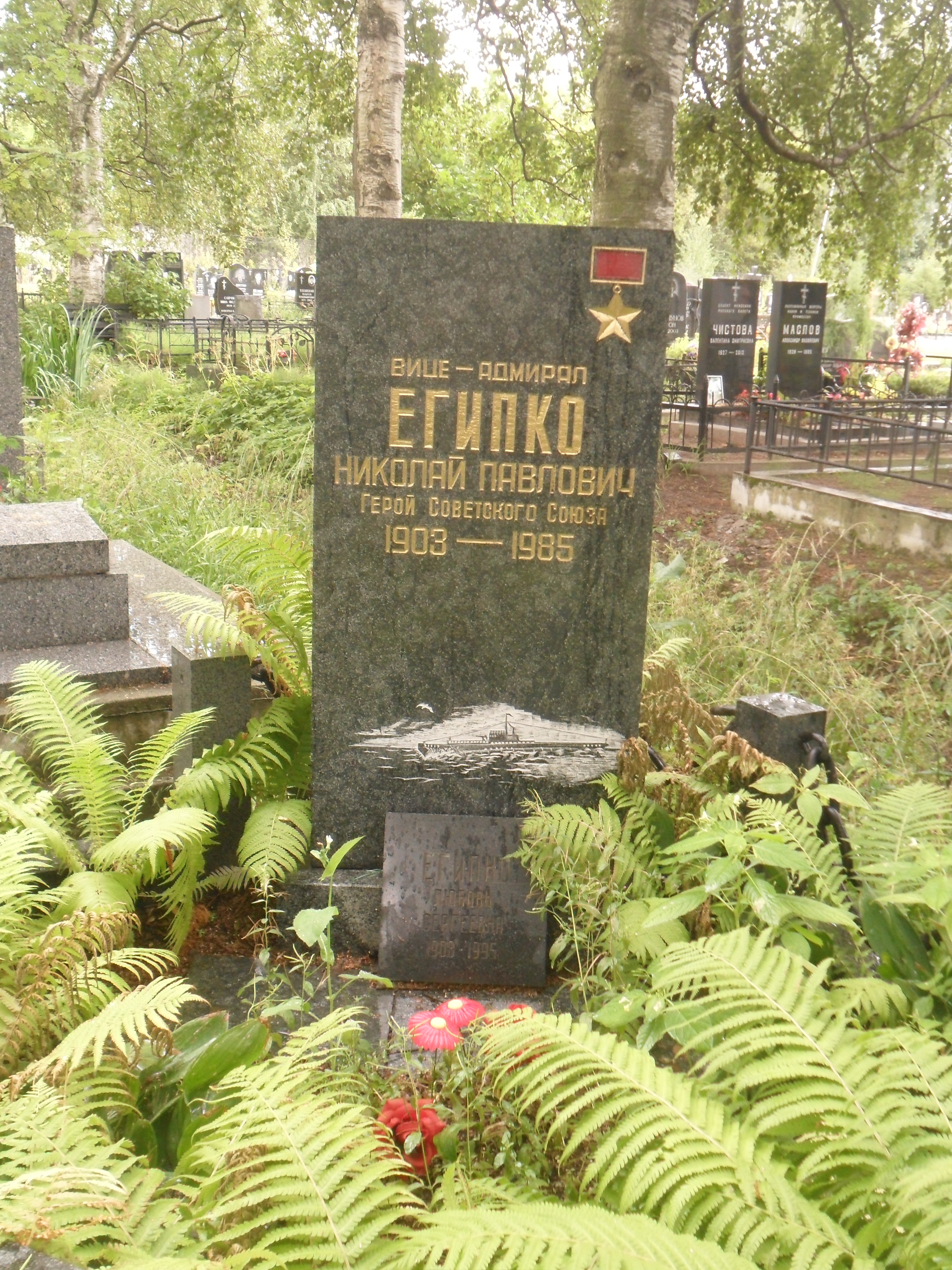
Tumba de Yeguipko en el cementerio Serafimóvskoye, San Petersburgo

De febrero de 1943 a mayo de 1946 fue jefe del departamento de Relaciones Exteriores del Estado Mayor Naval de la URSS, y de mayo de 1946 a enero de 1948 fue subjefe interino del Departamento de Relaciones Exteriores del Estado Mayor General de las Fuerzas Armadas de la URSS. De enero de 1948 a febrero de 1953, Yegipko fue jefe de departamento en la Academia Naval, y de febrero a agosto de 1953 fue director de la 2.ª Escuela Naval Superior del Báltico. En agosto de 1953, se convirtió en director de la Escuela Naval Superior de Odesa, cargo que ocupó hasta marzo de 1955. Había sido ascendido a contraalmirante el 31 de mayo de 1954. El siguiente destino de Yeguipko fue el de jefe de la Escuela Naval Superior de Navegación Submarina desde marzo de 1955, cargo que ocupó hasta su dimisión en diciembre de 1966, tras ser ascendido a vicealmirante el 22 de febrero de 1963. Se retiró de la marina al mes siguiente. 
Durante su retiro vivió en Leningrado, donde falleció el 6 de julio de 1985 a los 81 años. Fue enterrado en el cementerio Serafimóvskoye de la ciudad, y su obituario apareció en la revista Sovetskii moryak el 13 de julio de 1985. Completó sus memorias antes de morir; estas fueron enviadas a Voenizdat, pero no se publicaron hasta que aparecieron partes en 2000, y el manuscrito completo en 2012 bajo el título Mis meridianos (en ruso: Мои меридианы).

## Vida personal
Yeguipko se casó y tuvo dos hijos y una hija. Su hijo mayor, Vladímir, siguió a su padre en la marina y ascendió a capitán de primera clase, además de enseñar en la Academia Naval. Su hijo menor, Viktor, cursó estudios navales en la Escuela Naval Najímov, pero se interesó por la cibernética y se dedicó a la docencia como candidato de ciencias. La hija de Nikolái Yeguipko, Liudmila, se casó con Vladímir Bondarev, graduado de la Escuela de Navegación Submarina, quien alcanzó el rango de contralmirante.

## Homenajes
El 6 de mayo de 1975, con la asistencia de varios profesores y la ingeniero-capitana de primer rango Aleksandra Donchenko, la escuela número 585 del raión de Kírov de Leningrado inauguró el museo Nikolái Yeguipko de la gloria militar de los submarinistas del Báltico (en ruso: Музей боевой славы подводников Балтики им. Н. П. Египко). El museo contiene más de 2.000 artefactos y en 2018 se inauguró una exposición permanente "El hombre de leyenda, Nikolái Pávlovich Yegipko" para conmemorar el 115 aniversario de su nacimiento.

## Condecoraciones
- Héroe de la Unión Soviética (22 de febrero de 1939).
- Orden de Lenin: tres veces (23 de diciembre de 1935, 22 de febrero de 1939 y 1950).[8]
- Orden de la Bandera Roja: tres veces (22 de diciembre de 1937, 11 de marzo de 1944 y en 1954).
- Orden de la Guerra Patria: tres veces en 1ª clase (22 de julio de 1944, 8 de julio de 1945 y 11 de marzo de 1985) y una en 2ª clase (1944).[8]
- Orden de la Estrella Roja (4 de marzo de 1946).[8]
- Orden de la Estrella Partisana de Yugoslavia: 2ª clase.
- Orden Virtuti Militari de Polonia: 5ª clase.[8]